# チャールズ・レノックス・ワイク

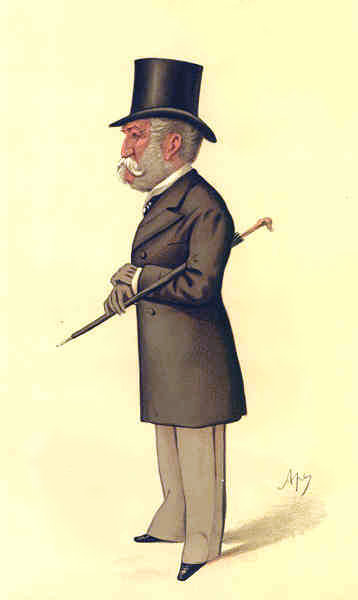
『バニティ・フェア』1884年2月9日号におけるカリカチュア、カルロ・ペレグリーニ画。

サー・チャールズ・レノックス・ワイク（Sir Charles Lennox Wyke GCMG KCB PC、1815年9月2日 – 1897年10月4日）は、イギリスの外交官。在中央アメリカ、在メキシコ、在ハノーファー王国、在デンマーク、在ポルトガル公使を歴任した。

## 生涯
ジョージ・ワイク（George Wyke）と妻シャーロット（旧姓メイリック）の息子として、1815年9月2日に生まれた。
1835年2月6日、エンサイン（歩兵少尉）としてイギリス陸軍に入隊し、第38歩兵連隊に配属された。1838年1月9日、第7歩兵連隊の中尉への辞令を購入して昇進した。1839年8月、軍務から引退した。
1847年にポルトープランス副領事、1852年に中央アメリカ総領事（グアテマラ、ニカラグア、コスタリカ、ホンジュラス、エルサルバドルを担当）に任命され、1854年10月31日に代理公使に昇格した。1859年8月8日に特命全権公使に昇格し、16日にバス勲章コンパニオンを授与された。
1860年1月23日に在メキシコ特命全権公使に転じ、同年5月22日にバス勲章ナイト・コマンダーを授与された。また同年1月28日にはイギリス代表としてニカラグアとのマナグア条約を締結した。
1861年にベニート・フアレスがメキシコ大統領に選出されると、メキシコ議会が同年7月17日に公債支払い停止を宣言し、これによりイギリスとフランスがメキシコとの国交断絶に踏み切った。ワイク以下大使館員は12月にメキシコシティを発ったが、ワイクはメキシコ出兵をめぐりフランス、スペインと交渉する必要があったためメキシコ国内に留まった。もっとも、フランスがメキシコ政府を転覆する野心を明らかにすると、イギリスとスペインは手を引き、ワイクは帰国した。
1866年1月19日に在ハノーファー特命全権公使に任命されたが、同年に普墺戦争が勃発し、ハノーファー王国がプロイセン王国に併合された。
ワイクは一時年金を受け取って引退したが、1867年12月16日に在デンマーク特命全権公使に任命され、14年間務めたのち1881年6月22日に在ポルトガル特命全権公使に任命された。1879年8月29日に聖マイケル・聖ジョージ勲章ナイト・グランド・クロスを授与された。1884年2月21日に退職して年金受給者になり、1886年2月6日に枢密顧問官に任命された。
1897年10月4日、生涯未婚のままチェルシーのチェイニー・ウォーク23号にある自宅で死去した。遺体はケンサル・グリーン墓地に埋葬された。